# Pseudopaludicola
Pseudopaludicola is een geslacht van kikkers uit de familie fluitkikkers (Leptodactylidae) en de onderfamilie Leiuperinae. De groep werd voor het eerst wetenschappelijk beschreven door Paulo de Miranda Ribeiro in 1926.
Er zijn 21 soorten, inclusief de pas in 2016 beschreven soorten Pseudopaludicola ibisoroca, Pseudopaludicola jaredi en Pseudopaludicola motorzinho. Alle soorten komen voor in Zuid-Amerika.

## Taxonomie
Geslacht Pseudopaludicola
- Soort Pseudopaludicola ameghini
- Soort Pseudopaludicola atragula
- Soort Pseudopaludicola boliviana
- Soort Pseudopaludicola canga
- Soort Pseudopaludicola ceratophyes
- Soort Pseudopaludicola facureae
- Soort Pseudopaludicola falcipes
- Soort Pseudopaludicola giarettai
- Soort Pseudopaludicola hyleaustralis
- Soort Pseudopaludicola ibisoroca
- Soort Pseudopaludicola jaredi
- Soort Pseudopaludicola llanera
- Soort Pseudopaludicola mineira
- Soort Pseudopaludicola motorzinho
- Soort Pseudopaludicola murundu
- Soort Pseudopaludicola mystacalis
- Soort Pseudopaludicola parnaiba
- Soort Pseudopaludicola pocoto
- Soort Pseudopaludicola pusilla
- Soort Pseudopaludicola saltica
- Soort Pseudopaludicola ternetzi

Onderfamilie Leiuperinae

Edalorhina · Engystomops · Physalaemus · Pleurodema ·  Pseudopaludicola

Onderfamilie Leptodactylinae

Adenomera · Hydrolaetare · Leptodactylus · Lithodytes

Onderfamilie Paratelmatobiinae

Crossodactylodes · Paratelmatobius · Rupirana · Scythrophrys